# Ferrera di Varese

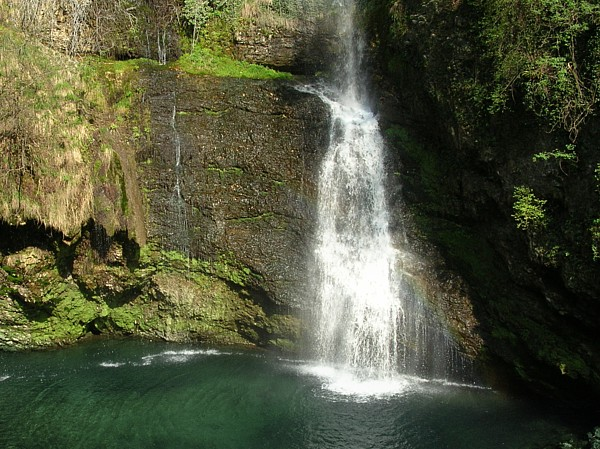
Wasserfall Fermona im Sommer

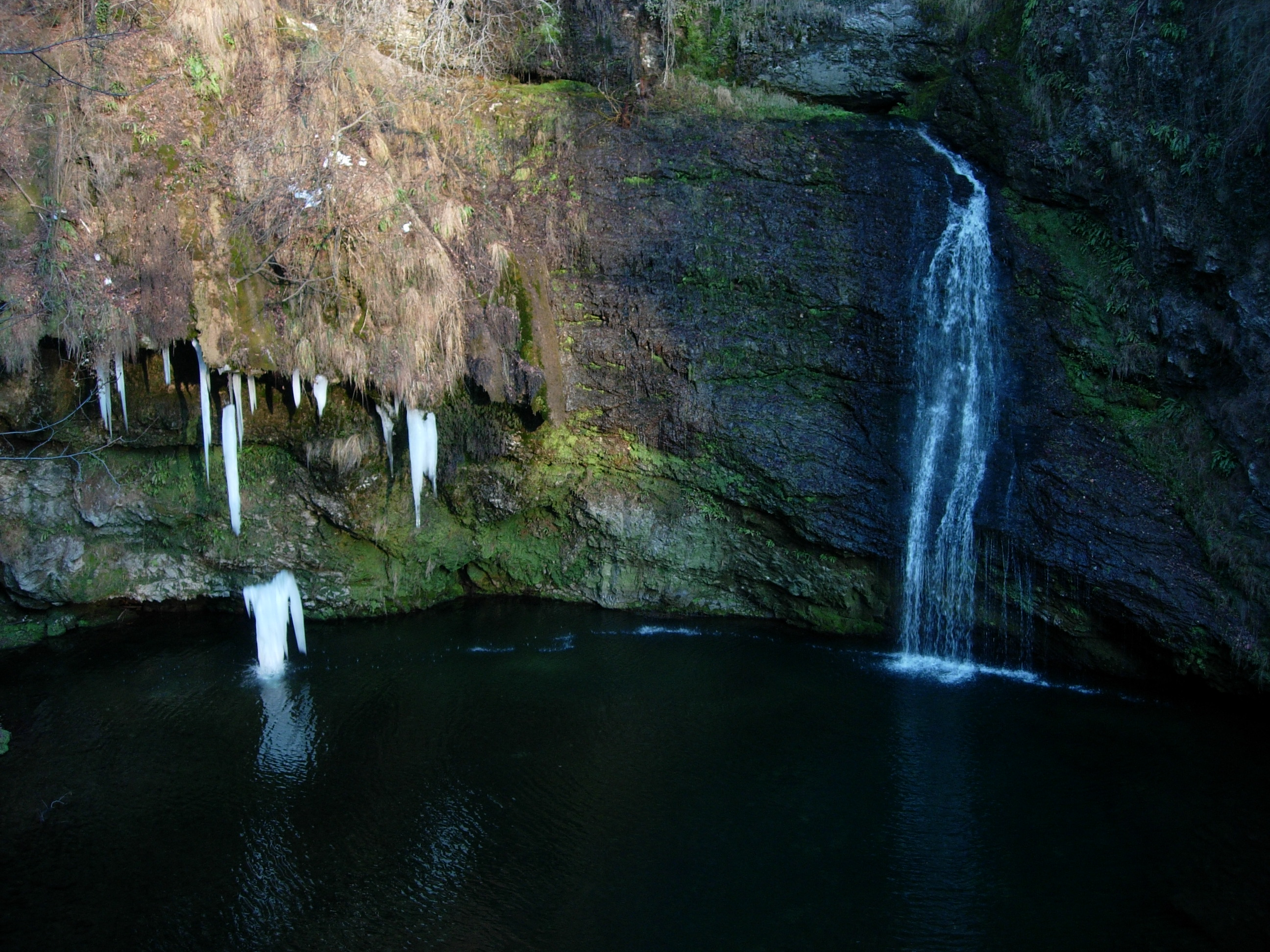
Wasserfall Fermona im Winter

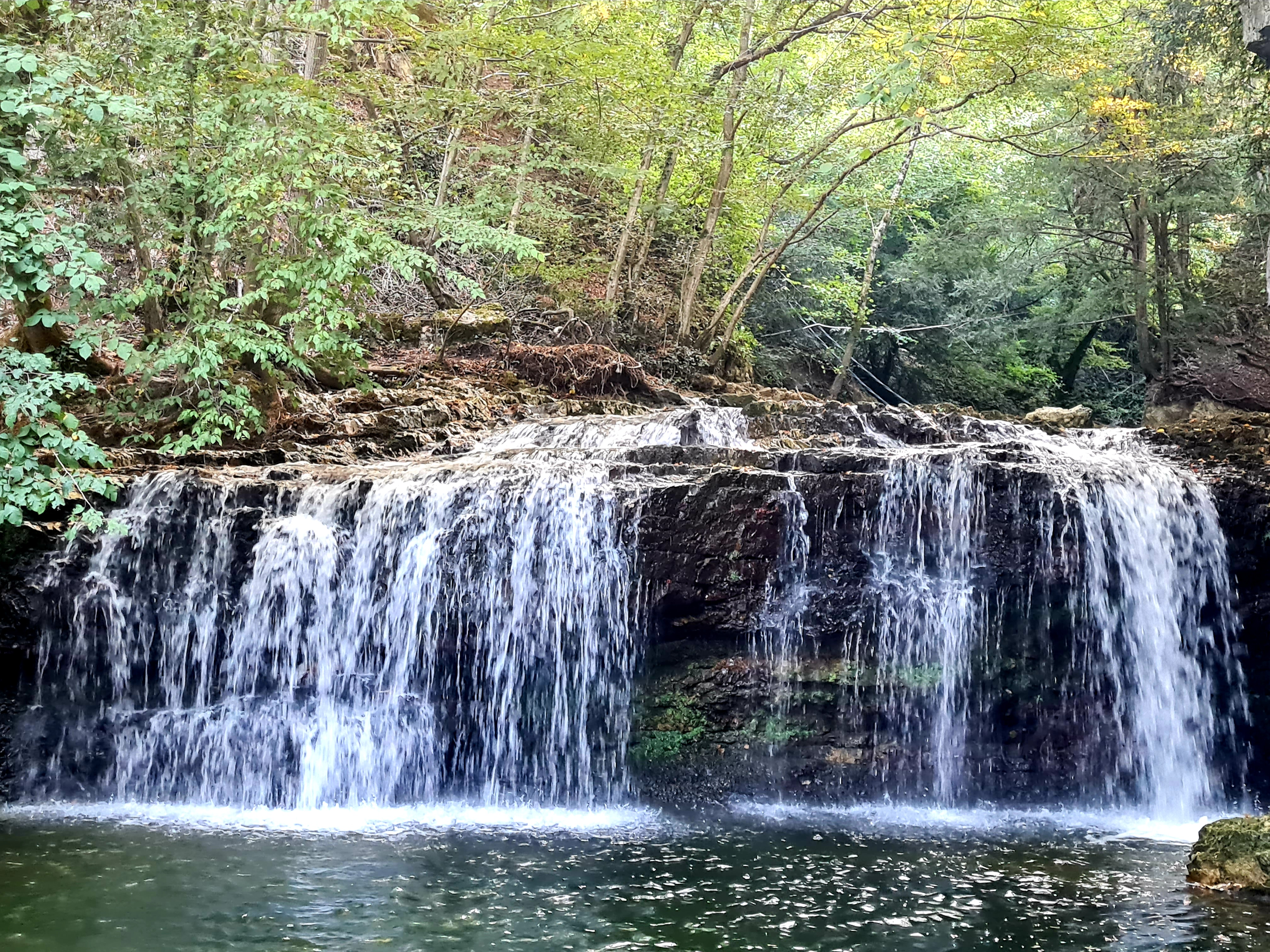
Cascata Margorabbia

Ferrera di Varese ist eine italienische Gemeinde (comune) in der Provinz Varese in der Region Lombardei.

## Geographie
Die Gemeinde liegt 10 km von der Schweizer Grenze entfernt und bedeckt eine Fläche von 1 km². Zu Ferrera di Varese gehört die Fraktion Mondiscia. Die Nachbargemeinden von Ferrera di Varese sind Cassano Valcuvia, Cunardo, Grantola, Masciago Primo und Rancio Valcuvia.

## Geschichte
In den Jahren 1473 und 1490 ist das Dorf als Farera oder Fareira belegt, wie aus einem Pachtvertrag vom 23. August 1490 hervorgeht, den Paolo Neri, Prokurator des Kommendators Giovanni Maria Sforza, im Namen der Abtei San Gemolo in Ganna mit einem gewissen Macetto di Valle Antrona fu Bartolo abschloss, der in den Gehöften der Rocca di Ferrera wohnte. Das Gebiet um das Dorf war seit der späten Eisenzeit und während der gallorömischen Zeit sporadisch besiedelt, wie einige Funde in Cunardo, in der Ortschaft Vignole und in Masciago (aus der Römerzeit, jedoch an einem nicht näher bezeichneten Ort) belegen. 
Was Ferrera betrifft, so wurde im März 1966 dank Herrn Pierino Carozzi in einem Gemüsegarten seines Anwesens, das sich hinter einem kleinen Hügel in der Ortschaft Bertolino und nicht weit von einem traditionell als römisches Feld bezeichneten Bereich befindet, eine wichtige Entdeckung gemacht: Es wurden drei Brandgräber des Typs beola cassette aus dem ersten Jahrhundert nach Christus gefunden, Sie enthielten verschiedene Materialien, darunter eine lokal hergestellte einhändige Olpe, zwei Graburnen und eine Patera des Typs Arezzo mit der Aufschrift in planta pedis (aus der Zeit des Tiberius). Zwei Jahre später wurde ein viertes Grab, ebenfalls aus derselben Zeit, mit zwei Bronzefibeln mit einfachem Bogen, einer Eisenschere und zahlreichen Fragmenten von Haushalts- und Grabkeramik entdeckt. Das zuerst gefundene Material wurde von der Oberaufsichtsbehörde für Altertümer in Mailand geborgen und im Archäologischen Museum der Stadt deponiert. Das Material, das in der zweiten gefunden wurde, befindet sich im Museo Civico in Luino. Der Entdecker bewahrte die an Ort und Stelle verbliebenen Steinstrukturen, indem er sie in einen Betonkreis einschloss und freiließ.
In der Ortschaft Frasnetti (früher Frasenedo da frassino) ist ein typisches Gehöft aus dem 17. bis 18. Jahrhundert erhalten, das auch Reste früherer Strukturen, eine teilweise authentische Weinpresse und einen alten Brotbackofen aufweist. Die Wirtschaft des Dorfes, die jahrhundertelang auf der Land- und Forstwirtschaft basierte, beruhte bis in die 1950er und 1970er Jahre im Wesentlichen auf der industriellen Tätigkeit der Spinnerei Ferrera, der früheren Baumwollspinnerei Calcaterra, die seit 1880 bis 1890 im Dorf ansässig war und zahlreiche Arbeiter aus den umliegenden Dörfern beschäftigte.
Mit einer Anweisung des Notars Giacomo Perego vom 16. Mai 1450 wurde das Gebiet von Val Cuvia, zu dem Ferrera gehörte, von Herzog Francesco I. Sforza an seinen Berater Pietro Cotta als Lehen vergeben. Im Jahr 1727 ging das Lehen an den Grafen Giulio Visconti Borromeo Arese über, wobei der Verkäufer, der Jurist Pietro Cotta, das Recht hatte, die Lehnsrechte, d. h. die gepolsterte Gebühr, auf Lebenszeit einzuziehen. In den Registern des Estimo (Grundbuch) des Herzogtums Mailand von 1558 und den nachfolgenden Aktualisierungen im 17. Jahrhundert ist Ferrera unter den Gemeinden der Pieve Somma aufgeführt
.
Nach den Antworten auf die 45 Fragen, die der zweite Volkszählungsrat 1751 stellte, war die Gemeinde, die etwa 209 eintreibbare und nicht eintreibbare Seelen umfasste, mit Giulio Visconti Borromeo Arese belehnt, an den sie jährlich insgesamt 41 Lire und 10 Soldi pro Regalia zahlte. Die Gerichtsbarkeit oblag dem Feudalrichter von Cuvio, der sechs Lire Gehalt pro Jahr erhielt. Der Bürgermeister wurde jährlich auf dem öffentlichen Platz gewählt und fungierte auch als Kanzler. Der Bürgermeister hatte die Aufgabe, die Verteilung der Steuerlasten zu überwachen und die öffentlichen Bücher zu führen; als Kanzler erhielt er 32 Lire pro Jahr von der Gemeinde und weitere 8 Lire vom frommen Ort Santa Pelagia, der einer der ersten Schätzer der Stadt war.
Nach dem vorübergehenden Zusammenschluss der lombardischen Provinzen mit dem Königreich Sardinien wurde die Gemeinde Ferrera di Varese mit 412 Einwohnern, die von einem 15-köpfigen Gemeinderat und einem 2-köpfigen Stadtrat verwaltet wird, auf der Grundlage der durch das Gesetz vom 23. Oktober 1859 festgelegten Gebietsaufteilung in den Bezirk III von Cuvio, Bezirk II von Varese, Provinz Como eingegliedert. Bei der Gründung des Königreichs Italien im Jahr 1861 hatte die Gemeinde 436 Einwohner (Volkszählung 1861). Bis zum Jahr 1863 behielt die Gemeinde den Namen Ferrera bei, danach nahm sie den Namen Ferrera di Varese an (R. D. 8. Februar 1863, Nr. 1.192). Nach dem Gesetz über die Gemeindeorganisation von 1865 wurde die Gemeinde von einem Bürgermeister, einer Junta und einem Rat verwaltet. Im Jahr 1867 wurde die Gemeinde in denselben Kreis, Bezirk und dieselbe Provinz aufgenommen.
Im Jahr 1924 wurde die Gemeinde in den Bezirk Varese der Provinz Como eingegliedert. Nach der Gemeindereform von 1926 wurde die Gemeinde von einem Podestà verwaltet. Im Jahr 1927 wurde die Gemeinde der Provinz Varese zugeschlagen. Nach der Gemeindereform von 1946 wurde die Gemeinde Ferrera di Varese von einem Bürgermeister, einer Junta und einem Gemeinderat verwaltet. Im Jahr 1971 hatte die Gemeinde Ferrera di Varese eine Fläche von 148 Hektar.

## Bevölkerung
| Bevölkerungsentwicklung | Bevölkerungsentwicklung | Bevölkerungsentwicklung | Bevölkerungsentwicklung | Bevölkerungsentwicklung | Bevölkerungsentwicklung | Bevölkerungsentwicklung | Bevölkerungsentwicklung | Bevölkerungsentwicklung | Bevölkerungsentwicklung | Bevölkerungsentwicklung | Bevölkerungsentwicklung | Bevölkerungsentwicklung |
| ----------------------- | ----------------------- | ----------------------- | ----------------------- | ----------------------- | ----------------------- | ----------------------- | ----------------------- | ----------------------- | ----------------------- | ----------------------- | ----------------------- | ----------------------- |
| Jahr                    | 1751                    | 1805                    | 1853                    | 1881                    | 1901                    | 1921                    | 1951                    | 1971                    | 1991                    | 2001                    | 2011                    | 2021                    |
| Einwohner               | 209                     | 179                     | *388                    | 426                     | 552                     | 655                     | 553                     | 480                     | 545                     | 564                     | 693                     | 683                     |

- 1809 Fusion mit Cuvio
- 1812 Fusion mit Rancio

## Sehenswürdigkeiten
- Pfarrkirche Santa Maria Maddalena
- Wasserfall Fermona
- Wasserfall Margorabbia